# أرديتو ديزيو
الكونت أرديتو ديزيو (18 أبريل 1897 – 12 ديسمبر 2001) مستكشفًا إيطاليًا ومتسلقًا للجبال وجيولوجيًا ورسام خرائط.  

## النشأة
ولد ديزيو في بالمانوفا، فريولي، إيطاليا. التحق بالمدارس المتوسطة في أوديني وتشيفدالي وجامعة فلورنسا (1916-1920)،  وتخرج بدرجة في العلوم الطبيعية (الجيولوجيا). أثناء الحرب العالمية الأولى خدم أيضًا في سلاح ألبيني العسكري أسره النمساويين في جبل باسوبيو. أجرى دراسات جيولوجية متقدمة في نفس الجامعة بين عامي (1921-1923)، وكان أيضًا أستاذا مساعدًا في الجامعة، وكذلك في جامعتي بافيا (1923-1924) وميلانو (1924-1927). حاضر في الجغرافيا الفيزيائية والجيولوجيا وعلم الأحافير (1928-1931)، وأستاذًا للجيولوجيا في جامعة ميلانو والجيولوجيا التطبيقية في كلية الهندسة بميلانو (المنصب الذي شغله من 1932 إلى 1972). بالتزامن مع هذه المناصب، عمل كاستشاري جيولوجي لشركة Edison لمحطات الطاقة الكهرومائية في إيطاليا وإسبانيا وسويسرا واليونان وتركيا والبرازيل، كذلك لمؤسسة الطاقة العامة في اليونان. في عام 1973 أصبح أستاذًا فخريًا في جامعة ميلانو. 

## استكشاف الجبال في أوروبا
بدأ ديزيو التحقيقات الجيولوجية في مناطق معينة من الألب وأبينيني في عام 1920. في العام التالي، قام ببعض الرحلات الاستكشافية إلى جزر دوديكانيسيا. نشر مجلداً عن جيولوجيا ذلك الأرخبيل في هيئة المسح الجيولوجي الإيطالية.

## استكشاف الجبال في إفريقيا
في عام 1926، نظم ديزيو وقاد رحلة استكشاف جغرافية وجيولوجية إلى واحة الجغبوب في الصحراء الليبية. نشرت النتائج العلمية لهذه التحقيقات في أربعة مجلدات من الجمعية الجغرافية الملكية لإيطاليا التي رعت البعثة.
من عام 1930 إلى 1933 قاد حملات جيولوجية وجغرافية عبر المناطق النائية الليبية، بما في ذلك عبور الصحراء الكبرى بقافلة جمال كبيرة من ساحل البحر الأبيض المتوسط إلى حدود السودان والعودة عبر فزان عبر الصحراء الليبية. (صيف 1931)، نشر تقرير هذه البعثة أيضًا في أربعة مجلدات.
في عامي 1935 و 1936، استكشف فزان، من ناحية جيولوجية وهيدرولوجية، وسلسلة جبال تيبستي في وسط الصحراء الكبرى. من عام 1936 إلى عام 1940، قام بتنظيم وإدارة هيئة المساحة الجيولوجية الليبية، والتي تضمنت أبحاثًا في التعدين والمياه الارتوازية بأمر من الحكومة الليبية. اكتشف ديزيو عام 1938 النفط في ليبيا. كذلك اكتشف رواسب قابلة للاستغلال من الكرناليت في واحة مرادة، وطبقات مياه جوفية غنية ارتوازية في بعض مناطق شمال ليبيا، مما أعطى دفعة قوية لتطوير الزراعة. توقف بعدها الاستكشاف الإضافي في هذه المنطقة مع اندلاع الحرب العالمية الثانية. 
خلال فترتي شتاء 1937 و 1938، استكشف ديزيو ويلجا ومنطقة بنيشنقول-قماز في شرق إثيوبيا، من وجهة نظر الجيولوجيا والتعدين، واكتشف بعض الرواسب الجديدة من الذهب والموليبدينيت. 
نظم وقاد رحلة استكشافية إلى تيبستي عام 1940، مستخدمًا السيارات والطائرات. نُشرت التقارير العلمية في مجلد للجمعية الجغرافية الملكية الإيطالية. في نفس العام قام بتنظيم وإدارة استكشاف التعدين في شمال ألبانيا. 

## استكشاف الجبال في آسيا
في عام 1929 كان عضوًا في البعثة الجغرافية الإيطالية إلى قراقرام، بقيادة دوق أوستا، بصفته الجغرافية والجيولوجية. حيث غطى كشمير وبلتستان في شمال باكستان، وطور نشاطه العلمي في وديان أنهار بالتورو وبانما الجليدية على المنحدر الجنوبي للسلة، وفي وديان ساربو لاغو وشكسام، بين سلسلتي كاراكوروم وأغيل، تسلق وادي أبروتسي، لأول مرة، ممر كونواي. نشرت نتائج هذه الحملة في مجلد تحت رعاية الجمعية الجغرافية الملكية ونادي جبال الألب الإيطالي في عام 1936.
في صيف عام 1933، قاد ديزيو رحلة استكشافية إلى إيران. صعدت البعثة بعض أعلى قمم سلسلة جبال زاغروس بما في ذلك تطوير طريق جديد إلى قمة أعلى قمة في إيران، جبل دماوند (5610) م). نشر بعض التقارير العلمية عن هذه الرحلة. 

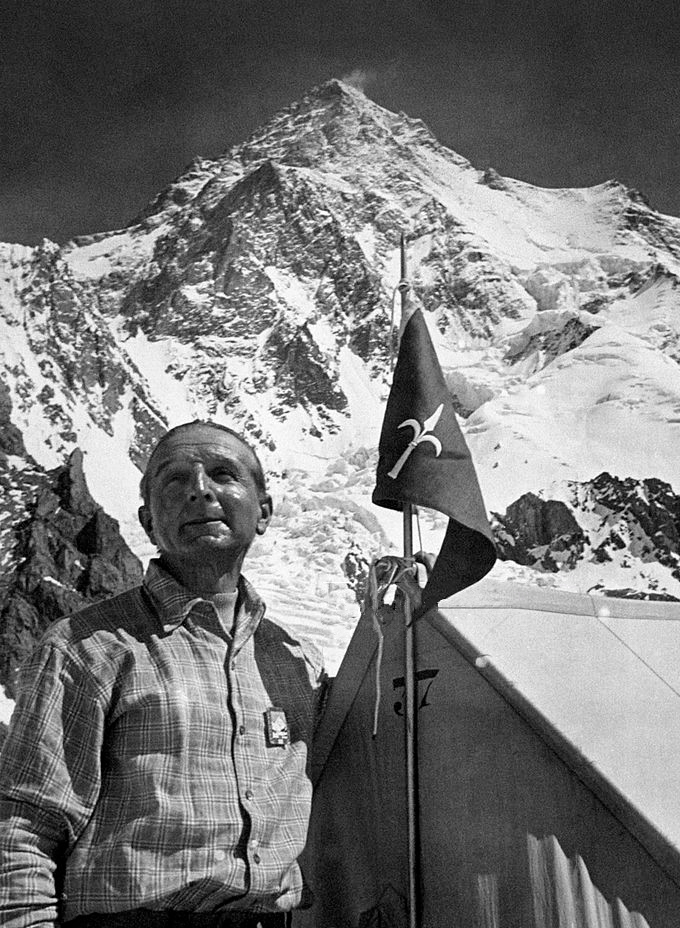
أرديتو ديزيو في جبل كي 2 عام 1954

من عام 1952 إلى عام 1955، قاد ثلاث بعثات إلى سلسلة جبال كاراكوروم وهندوكوش. الأولى كانت رحلة استكشافية أولية والثانية كانت الرحلة الاستكشافية الرئيسية للصعود الأول لجبل كي 2 (8,611 م، ثاني أعلى قمة في العالم) والثالثة للبحوث الجيولوجية والجيوفيزيائية والاثنوغرافية. نشر نتائج الدراسات في عدد من الأوراق وتم تطويرها بشكل أكبر في 8 مجلدات ذات طابع علمي. 
في صيف عام 1961، قاد رحلة استكشافية إلى بدخشان وكاتاغان (شمال شرق أفغانستان) ببرنامج جيولوجي وجيوفيزيائي، وفي صيف عام 1962 قاد رحلة استكشافية أخرى إلى سلسلة جبال قراقرم، واستكشف جيولوجيًا وادي هنزه العلوي وجبال هنزه. 
في عامي 1967 و 1968 أجرى تحقيقات جيوهيدرولوجية في حوض نهر مو (وسط بورما) لمشروع ري تابع للأمم المتحدة، بينما طور في عام 1970 دراسة جيولوجية في مينداناو (الفلبين). 
في شمال باكستان، نفذ ديزيو ثلاث حملات جيولوجية أخرى خلال صيف عام 1971 (وادي السند الأوسط)، 1973 (غلغت - سكردو) و 1975 (البنجاب وغلغت).
بدعوة من الأكاديمية الصينية، في يونيو 1980، بعد ندوة علمية في بكين، عبر ديزيو التبت الجنوبية مع فريق من العلماء الصينيين.
في عام 1989 قام بتخطيط وتنظيم وتحقيق مرصد معمل علمي دائم على ارتفاعات عالية في هيكل مصنوع من الزجاج والألومنيوم على شكل هرم، والذي تم تركيبه على ارتفاع 5,050 م عند سفح جبل ايفرست. كان الهدف هو منح تحقيقات علمية متعددة التخصصات باستشهادات كثيرة. «الهرم» لا يزال موجوداً والمختبر مازال يعمل.

## استكشاف الجبال في القارة القطبية الجنوبية
في عام 1961، دعته مؤسسة العلوم الوطنية لزيارة القارة القطبية الجنوبية، ولا سيما محطات ماك موردو وبيرد وأمندسن سكوت في القطب الجنوبي ووادي رايت، أحد الوديان الجافة (أرض فيكتوريا).

## العضوية والألقاب
كان ديزيو رئيسًا للجنة الجيولوجية الإيطالية للجمعية الجيولوجية والرئيس الفخري لجمعية الحفريات التابعة للرابطة الوطنية للجيولوجيين الإيطاليين. كان أول رئيس لرابطة الجيولوجيين الإيطالية.
كان ديزيو عضوًا في الأكاديمية الوطنية الإيطالية في لينسي. حصل على درجة فخرية في العلوم الجيولوجية من جامعة أوربينو عام 1985.

## السنوات الأخيرة
أمضى سنواته الأربع الأخيرة في روما، حيث توفي في ديسمبر 2001، عن عمر يناهز 104 عامًا.  تم دفنه في بالمانوفا، مسقط رأسه. 